# Breathe Carolina
Breathe Carolina é uma banda estadunidense de electronica formado na cidade de Denver, Colorado no ano de 2007 por dois integrantes, David Schmitt e Kyle Even. Com a saída de Kyle, a banda contou com Luis Bonet, Eric Armenta e Tommy Cooperman tendo lançados três álbuns, um EP e nove video clipes.
Actualmente Breathe Carolina é um duo de DJ formado por David Schmitt e Tommy Cooperman.

## História

### O Começo
Kyle Even, nasceu no dia 21 de Setembro de 1985 em Glenwood Springs, Colorado. David Schmitt, nasceu em 26 de março de 1988 também no Colorado. No ensino medio Even fazia parte da banda Rivendale junto com seus amigos Adam Gallegos, Chris Heaton, Justin Price, and Nate Millie. Schmitt tocava na banda As the Flood Water Rose (posteriormente chamda The Autobiography). Ambas as bandas tocavam juntas com frequencia. Após o termino das duas bandas, Evan e Schimitt comecaram o Breathe Carolina.

### Gossip
Kyle Even e David Schmitt começaram em 2007 a gravar suas música apenas por diversão usando o programa de edição GarageBand. Criaram então uma pagina no Myspace para a banda acumulando 10,000 plays em 2008 e 30 milhões no ano posterior. O nome Breathe Carolina vem de um sonho que David teve no primeiro ano do colegial, onde ele socorria uma mulher de nome Carolina. Com esse sucesso instantaneo na internet Kyle abandona seu trabalho de fotografo para fazer a tour com a banda em tempo integral. O primeiro EP, Gossip, foi lançado com exclusividade no iTunes em 26 de novembro de 2007.

### It's Classy, Not Classic(2008)
Em 2008 começaram a gravar o seu primeiro álbum utilizando o GarageBand, assinando com a Rise Records logo antes do lançamento. O álbum incluía novas faixas não presentes em Gossip, como: "The Introduction", "No Vacancy", "Show Me Yours", "Classified", "That's Classy", e "You Wish".  "Don't Forget: Lock The Door" foi a não entrar nesse lançamento. O álbum foi lançado em 16 de setembro de 2008, seguido por uma tour para divulgação.

### Hello Fascination(2009)
Poucos meses após o lançamento da coletânea Punk Goes Pop 2, a banda anuncia sua saída da Rise Records para assinar com a major Fearless Records, e inicia a gravação do novo álbum "Hello Fascination", com produção de Mike Green. Em 29 de junho de 2009 é liberada a primeira música "Welcome To Savannah". Novas músicas como I.D.G.A.F e Hello Fascination também eram tocadas durante a passagem da banda pela Vans Warped Tour. Em 27 de julho de 2009 foi oficialmente lançado o segundo single "Hello Fascination", música título do álbum que seria lançado posteriormente em 18 de agosto de 2009. Em setembro, anunciaram que seriam headliners da EZ Bronz Tour. Ainda em 2009, foram capa da revista Substream Music Press, que ainsa contava com uma entrevista com os integrantes.
No final de Outubro, Hello Fascination foi lançado no Japão. A versão japonesa do álbum incluia uma música bonus, com participações de David Strauchman, Jeffree Star e Austin Carlile, chamada "Have You Ever Danced?".

### Hell Is What You Make It(2011–2012)
Hell Is What You Make It é o terceiro álbum de estúdio do duo estadunidense. Foi lançando no dia 12 de Julho pela gravadora Fearless Records. O terceiro álbum foi gravado em Los Angeles na Califórnia entre 2010-2011, enquanto a produção ficou por conta de Ian Kirkpatrick.
Musicalmente o álbum usa elementos de dance-pop e electropop e rock eletrônico, pop punk, post-hardcore e dubstep. O álbum recebeu revisões geralmente positivas de críticos da música, que elogiaram sua “catchiness” (algo agradável e fácil de ser recordar) e “radio-friendly”. O álbum estreou no número 42 na Billboard 200, bem como top 10 do Dance / Eletrônica, Rock, gráficos alternativos e independentes.
Seu primeiro single foi “Blackout” desde então se tornou um sucesso comercial, atingindo o pico dento dos gráficos no Canadá, Nova Zelândia, Escócia, Reino Unido e EUA, sendo certificado platina pela Recording Industry Association of America (RIAA) pela venda de 1 milhão de cópias. A edição de luxo intitulada Hell Is What You Make It: RELOADED está programada para ser lançado em 10 de Julho de 2012, incluindo duas novas faixas originais, um remix e uma nova versão de “Last Night (Vegas)”.

### Savages(2013–2014)
Savages foi o quinto álbum da Breathe Carolina, de gênero Eletrônico/Eletropop lançado no dia 15 de Abril de 2014 pela Fearless Records. O álbum contém 11 obras, recebendo uma boa avaliação dos críticos. O álbum também contém participações de: Danny Worsnop, Karmin e Tyler Carter. O álbum foi bem aceito chegando ao Nº22 do US Billboard 200 e Nº4 no Alternative Album chart. O mesmo foi o álbum de saída do Kyle do grupo

## Discografia
Álbuns de estúdio
| 2008                           | It's Classy, Not Classic - Primeiro álbum de estúdio - Data de lançamento: Setembro 16, 2008 - Selo: Rise Records                            | 186 | —  | 24 | 6 | 5 |
| 2009                           | Hello Fascination - Segundo álbum de estúdio - Data de lançamento: Agosto 18, 2009 - Selo: Fearless Records                                  | 43  | 11 | 5  | — | 2 |
| 2011                           | Hell Is What You Make It - Terceiro álbum de estúdio - Data de lançamento: Julho 12, 2011 - Selo: Fearless Records                           | 42  | 10 | 2  | 9 | 8 |
| 2012                           | Hell Is What You Make It: RELOADED - Terceiro álbum de estúdio (Versão Deluxe) - Data de lançamento: Julho 10, 2012 - Selo: Fearless Records | 42  | 10 | 2  | 9 | 8 |
| "—" significa que não emplacou | |     |    |    |   |   |

EP
| Ano  | Detalhes do álbum                                                                             |
| ---- | --------------------------------------------------------------------------------------------- |
| 2007 | Gossip - Primeira gravação - Data de lançamento: November 26, 2007 - Selo: Lançamento próprio |
| 2011 | Blackout: The Remixes - Data de lançamento: Setembro 27, 2011 - Selo: Fearless Records        |
| 2013 | Bangers Mixtape - Data de lançamento: Julho 6, 2013 - Selo: Lançamento próprio                |

Singles
| Ano  | Single              | Álbum                              |
| ---- | ------------------- | ---------------------------------- |
| 2008 | "Diamonds"          | It's Classy, Not Classic           |
| 2010 | "Hello Fascination" | Hello Fascination                  |
| 2010 | "I.D.G.A.F."        | Hello Fascination                  |
| 2010 | "The Dressing Room" | Hello Fascination                  |
| 2011 | "Blackout"          | Hell Is What You Make It           |
| 2012 | "Hit And Run "      | Hell Is What You Make It: RELOADED |
| 2012 | "Billie Jean        | Punk Goes Pop 5                    |

## Integrantes
Integrantes
- David Schmitt - vocal, guitarra, percussão
- Eric Armenta - bateria, percussão
- Luis Bonet - Teclado, sintetizador, programação
- Tommy Coops - Guitarra, backing vocals, sintetizadores, teclado

## Videografia
- "Diamonds"
- "Hello Fascination"
- "I.D.G.A.F."
- "Down"
- "Blackout"
- "Hit And Run"
- Sellouts
- Chasing Hearts
- Bang It Out